# My Love Story With Yamada-kun at Lvl 999
My Love Story With Yamada-kun at Lvl 999 (jap.: 山田くんとLv999の恋をする Yamada-kun to Lv999 no Koi o Suru) ist eine Mangareihe von Mangaka Mashiro, die seit 2019 in Japan erscheint. Die Serie handelt von einer Studentin, die in einem Onlinespiel neue Freunde und eine neue Liebe in Gestalt eines Oberschülers findet. Die romantische Komödie wurde 2023 als Anime umgesetzt. 

## Inhalt
Die Studentin Akane Kinoshita (木之下 茜) wurde gerade von ihrem Freund verlassen. Der hat über das Onlinespiel Forest of Savior, das beide zusammen spielen, ein anderes Mädchen kennengelernt und sich in sie verliebt. Sie ist wütend, schließlich hat er sie erst in das Spiel eingeladen und nur wegen ihm hat Akane damit angefangen. Um ihn wiederzusehen, geht sie zu einer Veranstaltung für Spieler von FoS. Dort sieht sie ihn tatsächlich wieder und macht zufällig Bekanntschaft mit Akito Yamada (山田 秋斗). Den Pro-Gamer, für den ihr Ex schwärmt, gibt Akane als ihren neuen Freund aus. Schließlich lädt sie ihm zum Essen ein und landet schließlich betrunken bei Yamada im Bett, der sie nicht alleine hat gehen lassen können und sich danach um sie kümmern wollte. Doch davon abgesehen wirkt Yamada kühl, emotionslos und spricht dabei sehr direkt aus, was er denkt. So trennen sich die beiden, eine verlorene Kette führt sie aber schnell wieder zueinander. Akane bemerkt, dass Yamada noch auf die Oberschule geht und oft Liebesgeständnisse von Mitschülerinnen bekommt – diese aber oft recht gedankenlos abweist.
Bald sehen sich die beiden bei einem Treffen ihrer FoS-Gilde, zu der sie überraschenderweise beide gehören. Dabei ist auch Eita Sasaki, Leiter der Gilde und langjähriger Freund Yamadas. Im Spiel hat der Oberschüler die Gestalt eines süßen Mädchens, das er auch leidenschaftlich verkörpert, sodass Akane verwirrt ist und ihn zunächst mit seiner kleinen Schwester Runa verwechselt. Die wiederum lehnt Akane ab, da sie in die gewohnte Freundesgruppe eindringt. So will die Mittelschülerin, die ihrer zickigen Art wegen sonst keine Freunde hat, Akane hereinlegen und vergraulen. Yamada und Eita kommen jedoch dahinter und gemeinsam mit dem fünften in der Gilde und im Freundeskreis, dem älteren Erdbeerbauern Takezo Kamota, kommen sie Akane zu Hilfe. Denn wegen Runas Streich befürchten sie, ein fremder Spieler könnte ihr bei der Verabredung gefährlich werden. Nachdem sie sich ausgesprochen haben, freunden sich Runa und Akane dennoch an.
Eita und auch Yamadas Mitschüler bemerken langsam, dass er und Akane sich zueinander hingezogen fühlen. Auch für Runa ist das ein Grund, eifersüchtig zu werden, und Akane macht sich ebenfalls langsam ihre Gedanken. Ihre Freundin Momo, meist damit beschäftigt Akane oder sich selbst zu verkuppeln, drängt sie auch, es doch zu versuchen. Auch Yamadas Mitschülerin Yukari Tsubaki bemerkt die Veränderungen und überlegt sich, ihre lange geheim gehaltene Liebe zu Yamada zu gestehen. Die Gamerin hat sich lange zurückgehalten. Seit Yamada durch seine emotionslose, unbedachte Art ein Mädchen verletzt hat, das in ihn verliebt war, scheut er Beziehungen und Tsubaki wollte darauf Rücksicht nehmen. Nun gibt sie sich einen Ruck und beginnt auch bei FoS tritt der Gilde bei, um Yamada näher zu kommen. Dabei lernt sie, wie schon beim Schulfest, Akane kennen. Als auch die von ihren Freunden motiviert wird, ihre Liebe zu gestehen, kommt ihr Tsubaki zuvor. Aber Yamada hat inzwischen auch erkannt, dass er sich in Akane verliebt hat. Er weist Tsubaki freundlich ab, die schon damit gerechnet hat, und kommt mit Akane zusammen.

## Veröffentlichung
Der Manga startete im März 2019 im Online-Magazin Ganma!, wo er noch immer in Fortsetzung erscheint. Bei Media Factory erscheinen die Kapitel gesammelt in bisher zehn Bänden (Stand: Dezember 2024). Bis Oktober 2022 belief sich die gesamte Auflage auf zwei Millionen Exemplare. Seit April 2025 wird eine deutsche Fassung von Manga Cult in bisher drei Bänden veröffentlicht (Stand August 2025). Die Übersetzerin ist Christina Gohl. Eine englische Übersetzung der Serie erscheint bei Mangamo digital, eine spanische bei Distrito Manga, eine italienische bei Edizioni Star Comics und eine polnische bei Studio JG. 

## Animeserie
Beim Studio Madhouse entstand unter der Regie von Morio Asaka eine Umsetzung des Mangas als Animeserie mit 13 Folgen. Das Drehbuch wurde geschrieben von Yasuhiro Nakanishi. Das Charakterdesign entwarf Kunihiko Hamada und die künstlerische Leitung lag bei Tomoyuki Shimizu. Für die 3D-Animationen war Jun Niigaki verantwortlich, für den Ton Jin Aketagawa und für die Kameraführung Junko Sakai. Die Produzenten waren Hitomi Kuroi, Kazuki Ueshima, Kazuya Matsueda und Yuki Yoshida.
Der Anime wurde erstmals im September 2022 angekündigt. Die je 24 Minuten langen Folgen wurden vom 1. April bis zum 25. Juni 2023 von Tokyo MX und BS11 in Japan ausgestrahlt. Parallel dazu fand die internationale Veröffentlichung online über die Plattform Crunchyroll statt. Dabei wurde eine englische Synchronfassung sowie Untertitel unter anderem auf Deutsch, Englisch, Spanisch, Portugiesisch und Französisch angeboten.

### Synchronisation
| Rolle           | Japanische Stimme (Seiyū) |
| --------------- | ------------------------- |
| Akane Kinoshita | Inori Minase              |
| Akito Yamada    | Kōki Uchiyama             |
| Runa Sasaki     | Ai Kakuma                 |
| Eita Sasaki     | Natsuki Hanae             |
| Takezo Kamota   | Nobuo Tobita              |
| Yukari Tsubaki  | Rio Tsuchiya              |
| Momoko Maeda    | Saori Ōnishi              |
| Takeaki Okamoto | Yūsuke Kobayashi          |

### Musik
Die Musik der Serie stammt von Dé Dé Mouse und Mito. Das Vorspannlied ist Gradation feat. Kitazawa Yūho (ぐらでーしょん feat. 北澤ゆうほ) von KANA-BOON und für den Abspann verwendete man Trick Art (トリック・アート) von Ryūjin Kiyoshi.